# Portela de Mogos
Der Cromlech von Portela de Mogos (auch dos Mogos) ist eines von mehreren Großsteinmonumenten der Megalithkultur im Distrikt Évora in der Region Alentejo im Südosten von Portugal.

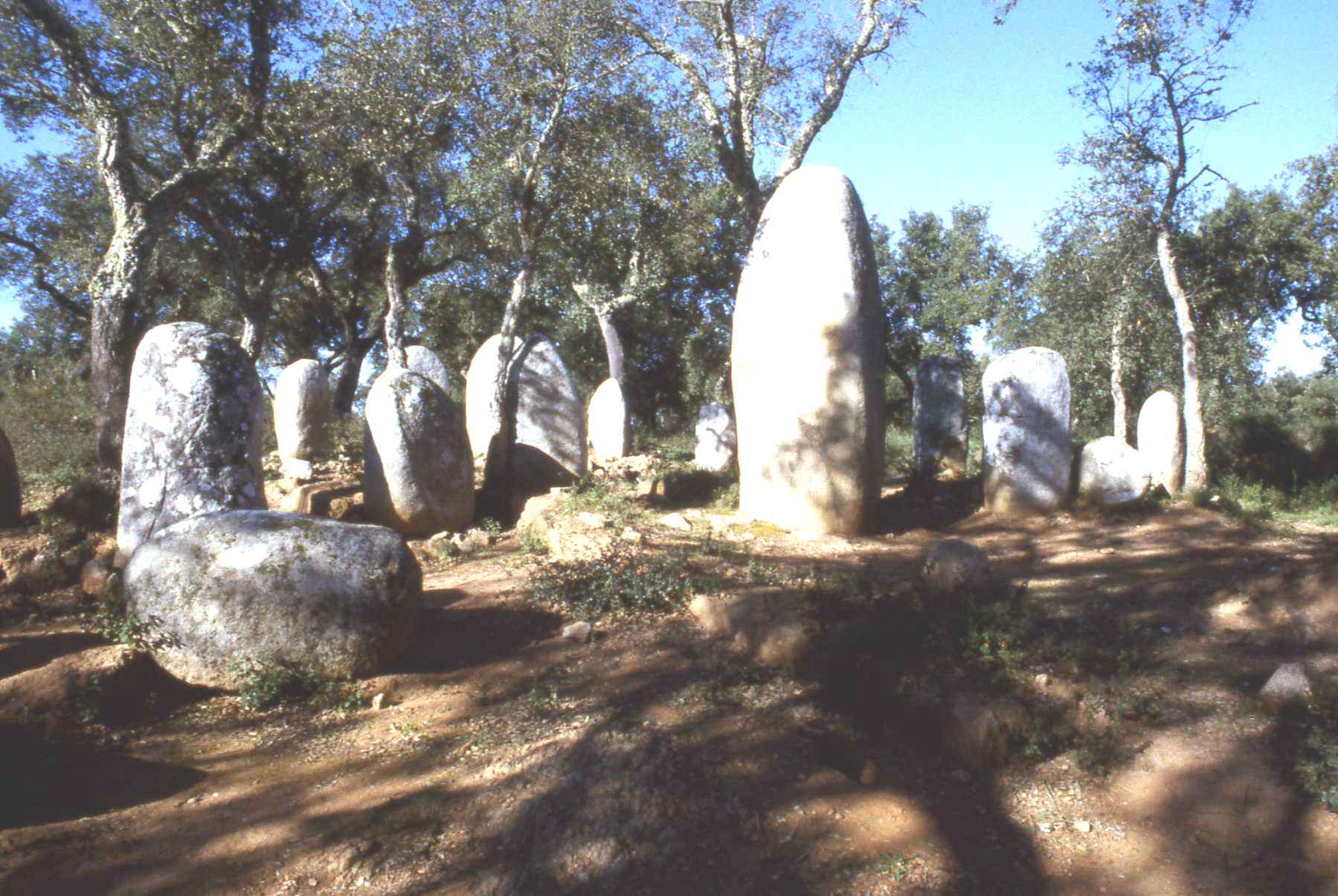
Cromlech Portela de Mogos

## Lage
Der Steinkreis liegt auf einer Hügelkuppe etwa 20 km nordwestlich der Stadt Évora auf einer Höhe von ca. 350 m. Der Steinkreis von Vale Maria do Meio befindet sich etwa 2,0 km nordöstlich und der deutlich größere und bekanntere Cromlech von Dos Almendres liegt etwa 10,0 km südwestlich. In der Nähe befindet sich das Menhirpaar von San Sebastião.

## Geschichte
Der nur etwa 15,0 × 1,02 m messende Cromlech entstand in der Übergangszeit von der Jungstein- zur Bronzezeit, d. h. um 4000 bis 3500 v. Chr. Er wurde 1996 in einem Wäldchen bei Almendres entdeckt und danach geringfügig restauriert.

## Steine
Bei den in den Jahren 1995/96 erfolgten Ausgrabungen wurde festgestellt, dass sechs der 40, zumeist langovalen oder gebauchten Steine flache Gravuren, insbesondere von Gesichtern haben und daher zu den Statuenmenhiren zu zählen sind. 21 Großsteine stehen aufrecht und 15 bilden einen nach Westen gerichteten Halbkreis. Die übrigen sechs, zu denen auch der größte gehört, stehen vor dem Halbkreis; 19 andere, die wie bei Almendres zu einem ovalen Kreis gehört haben könnten, liegen am Boden.

## Gravuren
Die gravierten Menhire werden überwiegend als weiblich angesehen, da einige paarweise runde Darstellungen als Brüste gedeutet werden. Die stilisierten Gesichter werden von Halbkreisen eingerahmt, die als Lunulae interpretiert worden sind. 

## Sonstiges
Neue Ausgrabungen belegen die Wiederverwendung (vielleicht als Nekropole) des Cromlechs und des Menhirpaares von S. Sebastião 1. An beiden Stellen wurden zahlreiche Keramikscherben (kleine, größtenteils keilförmige Schüsseln) gefunden, die in die frühe Bronzezeit datiert werden können.